# M.C.F. Zahn
Marno Christian Frederik Zahn (22. juni 1836 i Kolding – 29. juni 1919, Vestergade 14, Kolding) var en dansk jurist, godsejer og politiker.
Zahn var søn af købmand, senere havnefoged Jens Christian Zahn, blev skriver på Andst og andre herreders kontor i Kolding 1852 og tog 1857 dansk juridisk eksamen. Han blev 1861 fuldmægtig på samme herredskontor, prøveprokurator ved underretterne i Vejle Amt med bopæl i Kolding 1868 og blev to år senere prokurator. 1886-1912 var Zahn direktør for Kolding Sparekasse. Han var formand i repræsentantskabet for Kreditforeningen af Købstad-Grundejere i Nørrejylland, repræsentant for Vejle Amt i Det gensidige Forsikringsselskab Danmark fra 1873 og medlem af dens bestyrelse. I 1888 overtog Zahn herregården Agersbøl for 300.000 kr. og ejede den indtil 1911.
Zahn blev valgt til Kolding Byråd i 1873 og sad i rådet indtil 1885. Ved julivalget i 1881 stillede han forgæves op til Folketinget i Koldingkredsen, men blev i stedet valgt til Landstinget ved et suppleringsvalg for 8. kreds 30. juli 1884 som afdøde borgmester Christian von Jessens afløser. Han sad på tinge indtil valget 1. oktober 1886, hvor han ikke blev valgt. Han var en af tingets sekretærer 1885-86.
Han blev i 1880 Ridder af Dannebrog.